# O’odua People’s Congress
Die Gruppe O’odua People’s Congress (OPC) verfolgt die Einheit und Autonomie der Nachkommenschaft von Oduduwa, dem Ahnvater der Yoruba.
Die Gruppe bildete sich im August 1994 in der Folge der Annullierung der ersten demokratischen Präsidentschaftswahlen, die vom Yoruba Moshood Abiola gewonnen wurden. Nach eigenen Angaben hat die OPC mehr als fünf Millionen Mitglieder in den südwestlichen Bundesstaaten Lagos, Ogun, Oyo, Osun, Ondo und Ekiti sowie in Kwara und Kogi in Zentralnigeria.
Ab 1999 verfolgt die OPC die Selbstbestimmung der Yoruba auch mit  vigilanten Aktivitäten, möglicherweise inspiriert durch die Popularität der Bakassi Boys im Südosten Nigerias. Die OPC soll aber auch für bewaffnete Angriffe auf andere ethnische Gruppen insbesondere in Lagos verantwortlich sein.